# Buzura taiwana
Buzura taiwana là một loài bướm đêm trong họ Geometridae.